# Швец (метеорит)
Швец (Schwetz, інші назви: Świecie, Kwidzyn, Weichsel) — залізний метеорит, що належить до октаедритів, також класифікується як IIIAB, знайдений навесні 1850 року. 
Метеорит Швец був знайдений на лівому березі річки Вда поблизу сучасного міста Швеці під час вирівнювальних робіт на будівництві залізничної колії. З піщаного пагорба викопали екземпляр вагою 21,5 кг. Тоді місто входило до складу Німеччини й називалось німецькою назвою Швец (Schwetz), що й визначило назву метеорита. 
Метеорит передали в університетський музей в Берліні, який сьогодні носить ім'я Гумбольдта. Наразі там знаходиться уламок вагою 5,78 кг. Фрагмент вагою близько 0,5 кг був переданий Товариству Музею Землі у Варшаві. 
Передбачається, що метеорит може походити від астероїда діаметром близько 200 км. Його швидкість охолодження становила кілька градусів на мільйон років.

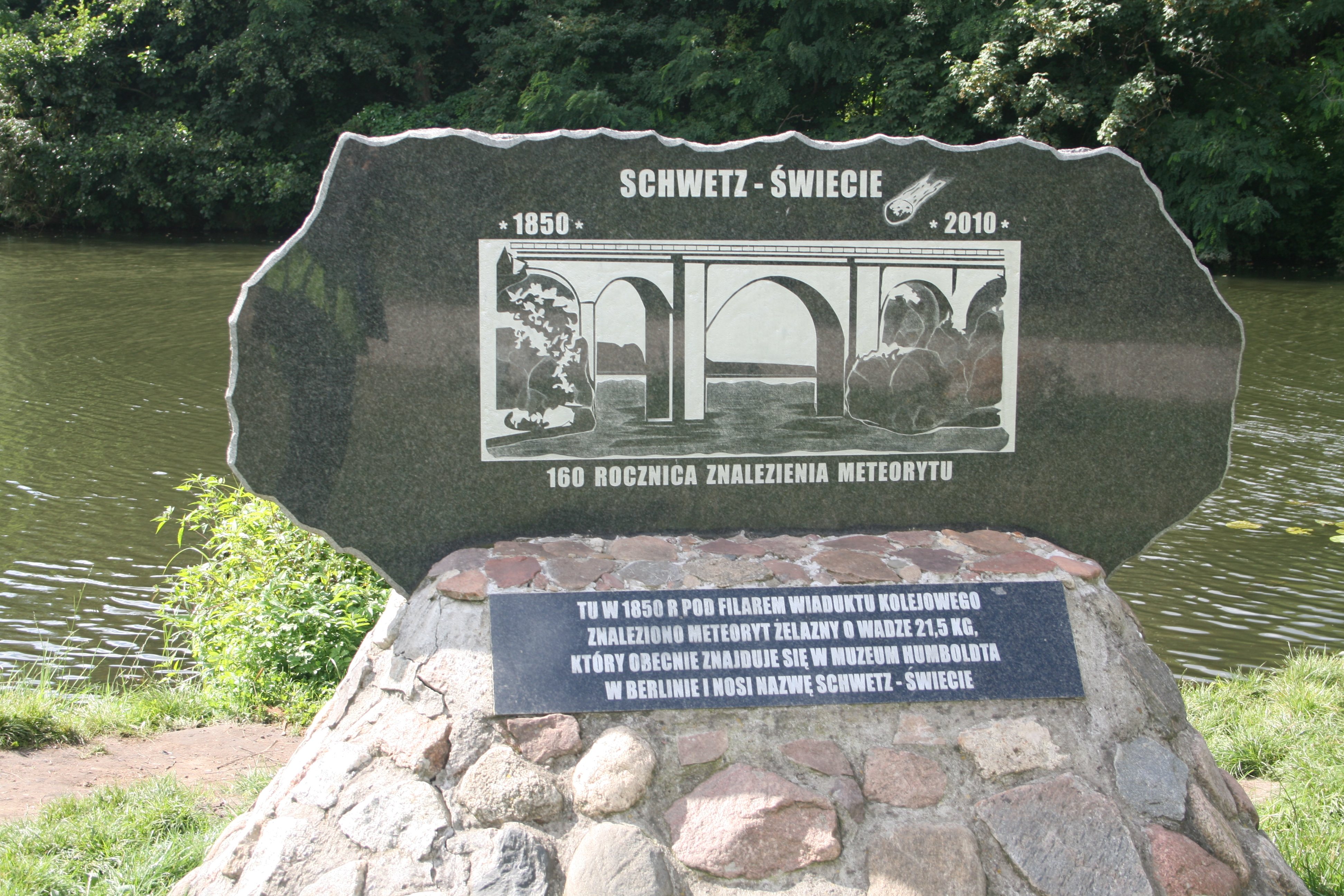
Пам'ятник, встановлений до 160-річчя відкриття метеорита біля місця його виявлення.